# باشگاه فوتبال هالستید تاون
باشگاه فوتبال هالستید تاون (به انگلیسی: Halstead Town Football Club) یک باشگاه فوتبال در شهر هالستید، کشور انگلستان است که در سال ۱۸۷۹ میلادی تأسیس شده‌است.